# Ricoh
För handbollslaget från Solna, se Ricoh HK.
Ricoh Company, Ltd. (株式会社リコー, Kabushiki-gaisha Rikō) är en japansk elektroniktillverkare, grundad 6 februari 1936 som Riken Kankoshi Co., Ltd.
Ricoh tillverkar huvudsakligen kameror och kontorsutrustning såsom skrivare, kopiatorer och faxar. Från det sena 1990-talet till tidiga 2000-talet växte företaget till att bli den största kopiatortillverkaren i världen. Under denna tid köpte Ricoh upp Savin, Gestetner, Lanier, Rex-Rotary, Monroe, och Nashuatec. Förutom Monroe, som inte längre används, marknadsförs produkter fortfarande under dessa varumärken. I juli 2011 köpte man kamera- och objektivtillverkaren Pentax. Ricoh är idag ett av världens 500 största företag med över 108.000 anställda. I Sverige har bolaget 486 anställda år 2017.